# Élisée Reclus
Élisée Reclus (15. března 1830, Sainte-Foy-la-Grande, Francie – 4. července 1905, Torhout, Belgie), také znám jako Jean Jacques Élisée Reclus, byl francouzský geograf, spisovatel a anarchista. V roce 1892 získal zlatou medaili Pařížské geografické společnosti.

## Život
Narodil se v Sainte-Foy-la-Grande v Gironde. Byl druhým synem protestantského pastora z rodiny čítající čtrnáct dětí. Známými osobnostmi byli i jeho bratři: Élie Reclus byl etnografem, Paul Reclus chirurgem a Onésime Reclus jako geograf a spisovatel vytvořil koncepci frankofonie.
Odešel z Francie v důsledku událostí z prosince 1851 a příštích 6 let strávil ve Spojeném království, později cestoval po americkém kontinentu, přispíval do časopisu Revue des deux Mondes. Poté se účastnil neúspěšné obrany Pařížské komuny, byl členem Jurské federace. Roku 1872 byl odsouzen k doživotnímu vyhnanství, žil ve Švýcarsku a od roku 1892 až do své smrti působil jako profesor na univerzitě v Bruselu. Ve své závěti si vymínil, aby byl pohřben bez obřadu.
V roce 1892 obdržel za svůj přínos k rozvoji moderní geografické vědy zlatou medaili Société de géographie. Byl propagátorem volné lásky a vegetariánství. Ve svém díle zdůrazňoval odpovědnost lidstva za veškerý pozemský život, bývá proto řazen k teoretickým průkopníkům environmentalismu.

## Dílo
- Nouvelle géographie universelle (Nový všeobecný zeměpis), 1875-1894, devatenáctisvazkové dílo popisující celý svět na základě tehdy dostupných údajů
- L'homme et la terre (Člověk a země)